# 決勝時刻：現代戰爭III 2023
《決勝時刻：現代戰爭III 2023》是一款由Sledgehammer Games開發，動視暴雪發行的第一人稱射擊遊戲。本作是決勝時刻系列第20部主要作品，也是「現代戰爭」重啟系列第二部作品《決勝時刻：現代戰爭II》的續作，英語名字與2011年的《決勝時刻：現代戰爭3》同名。于2023年11月10日在Microsoft Windows、PlayStation 4、PlayStation 5、Xbox One及Xbox Series X/S發布。已在11月3號釋出劇情戰役。游戏的剧情模式受到了媒体和玩家的批评，在Metacritic上，PlayStation 5平台仅获得55/100的媒体均分，玩家评分更仅有1.8/10分，目前來到了第四季更新。

## 遊戲玩法
《現代戰爭III》的遊戲玩法與前作和其他決勝時刻系列遊戲相似。遊戲的單人戰役包含線性任務和稱為「開放戰鬥任務」的開放世界任務。在這些任務中，玩家可以自由選擇如何完成指定目標，從開放戰鬥到隱蔽和伏擊戰術。玩家可以使用螢幕上的地圖，包括顯示目標和常規裝備的戰術地圖，並提供武器、裝備和專用設備的藏匿點。敵人在這些任務中會根據情況進行反應，若失去玩家的視線會進行搜尋，並在戰鬥中人數減少時召集增援。
在多人遊戲中，《現代戰爭2》中的所有16張地圖均可供遊玩，並增加了在配對大廳中投票選擇地圖的功能（這在最近的一些作品中缺席），以及延長玩家生命值以增加「擊殺時間」。《使命召唤：现代战争》「紅點」小地圖也回歸，允許玩家在未使用消音器的情況下開火時看到敵人。玩家還可以取消滑動動作（即「滑取消」）。經典遊戲模式如「確認擊殺」和「據點」回歸，並新增了一個名為「割喉」的新模式，其中三支三人小隊互相對抗。玩家還可以在32v32的「地面戰爭」模式中進行戰鬥，並選擇專用地圖，以及來自2017年《使命召唤：二战》的「戰爭」模式。遊戲中還引入了由人工智慧驅動的語音聊天管理系統，即時報告過度的有毒行為。至少有12張新的6對6多人地圖已確認在遊戲發行後釋出，而粉絲最喜愛的《現代戰爭II》地圖也會在每個賽季中添加。
遊戲還包括一個由Treyarch與Sledgehammer Games合作開發的開放世界玩家對環境（PvE）殭屍模式。該模式結構類似於《決勝時刻：戰區》中的DMZ模式，而非舊版殭屍模式中的回合制生存體驗。最多24名玩家作為不同的小隊在一個大型地圖上遊玩，該地圖也是《戰區》的新戰鬥皇家地圖。每個小隊可以對抗殭屍以及由AI控制的人類敵人，完成地圖周圍的目標，並收集戰利品，在購買站出售，或通過撤離點提取。地圖分為不同的「區域」，威脅等級不同，表示難度不同。遊戲時間達到45分鐘後，一場「乙太風暴」開始蔓延並覆蓋整個地圖，玩家需要在15分鐘內撤離並帶著他們的戰利品。殭屍模式中還引入了核心機制，例如武器購買牆、「Perk-a-Cola」飲料和神秘箱。玩家還可以提取「獲取物」，這些物品可以存儲或在後續比賽中使用，或「藍圖」，允許玩家製作這些物品，並設有冷卻限制。模式中還有故事任務，進一步推進敘事。

## 概要

### 人物與設定
《現代戰爭III》的戰役發生在《決勝時刻：現代戰爭II》發布後幾個月，並包含多個在前作中介紹的虛構地點，包括維丹斯克市、卡斯托維亞和烏茲克斯坦。遊戲的主要反派是俄羅斯極端民族主義恐怖分子弗拉基米爾·馬卡洛夫（由朱利安·科斯托夫飾演），他是俄羅斯私人軍事公司Konni集團的指揮官；他在《現代戰爭II》的戰役結尾首次亮相。141特遣隊作為主要主角回歸，包括SAS上尉約翰·普萊斯（由巴里·斯隆飾演）、中尉賽門“幽靈”萊利（由薩繆爾·魯金飾演）、中士凱爾“加茲”加里克（由艾略特·奈特飾演）和中士約翰“肥皂”麥克塔維什（由尼爾·艾利斯飾演）。前作中的角色也回歸，包括中央情報局站長凱特·拉斯維爾（由莉亞·基爾斯泰德飾演）、烏茲克斯坦解放軍指揮官法拉·卡里姆（由克勞迪亞·杜米特飾演）、前中央情报局官員及ULF副指揮官亞歷克斯·凱勒（由查德·邁克爾·柯林斯飾演）、Chimera PMC領袖尼古拉（由斯特凡·卡皮奇奇飾演）、美國陸軍將軍赫歇爾·謝波德（由格倫·莫肖爾飾演）以及影子公司PMC指揮官菲利普·格雷夫斯（由沃倫·科爾飾演）。新增角色包括：安德烈·諾蘭（由尼古拉·尼科拉夫飾演）和伊萬·亞歷克塞夫（由列夫·戈恩飾演），他們是為馬卡洛夫效力的Konni特工；米蓮娜·羅曼諾娃（由蒂娜·伊夫列夫飾演），Konni集團的資助者；以及尤里·沃爾科夫（由拉斐爾·科克希爾飾演），一名與拉斯維爾和尼古拉相識的俄羅斯上校。
殭屍故事發生在2021年的烏茲克斯坦扎拉萬市，時間點為《使命召唤：现代战争》及其發布後幾個月，以及《決勝時刻：黑色行動冷戰》事件後近40年。玩家將扮演為中央情報局應急計劃「死扣行動」工作的操作員，該計劃旨在打擊和遏制扎拉萬的殭屍爆發。除肥皂、拉斯維爾和操作員外，死扣行動的成員還包括：特別安全官員塞爾瑪·格林（由黛布拉·威爾遜飾演），死扣行動的實際指揮官；專家謝爾蓋·拉文諾夫（由安德魯·莫加多飾演），一名前特種部隊上尉，在冷戰期間與中央情報局任務組Requiem合作以阻止殭屍入侵；上尉艾米·方（由艾麗卡·石井飾演），負責死扣操作員的滲透和撤離；無人機飛行員盧卡斯“盧克”多布斯（由諾希爾·達拉爾飾演），為操作員提供任務偵察；軍需官下士克里斯塔爾·米勒（由莎莉·薩菲奧蒂飾演），負責該行動的徵調；首席機械師顏色中士魯賓德“魯普斯”卡普爾（由拉胡爾·科利飾演），提供操作員在野外使用的機械專業知識；以及研究員雨果·巴雷拉博士（由安東尼·德爾·里奧飾演），研究各種黑乙太現象。與死扣行動對立的是私人軍事公司Terminus Outcomes，由前新西蘭國防軍（NZDF）操作員傑克·弗萊徹（由盧克·庫克飾演）領導，他代表俄羅斯極端民族主義軍火商維克托·扎卡耶夫（由戴夫·B·米切爾飾演），一名被認為在維丹斯克死亡的軍火商。故事中的另一個重要角色是艾娃·詹森博士（由丹尼斯·霍伊飾演），一名乙太研究員，她在背叛並加入死扣行動之前曾受僱於扎卡耶夫。Requiem的前成員包括格里戈里·韋弗、伊麗莎白·格雷（由艾米·彭伯頓飾演）、奧斯卡·斯特勞斯和麥肯齊·卡佛，這些角色在故事中以有限或無聲角色出現。

### 劇情
2019年4月，當時還是英國特種空勤團的約翰.普萊斯與謝爾波德將軍合作，帶領約翰“索普”麥克塔維什與西蒙“幽靈”萊利等人前往佛丹斯科機場追捕極端主義領袖兼恐怖分子弗拉基米爾·馬卡洛夫，但是馬卡洛夫沒出現在機場，反而襲擊體育館，儘管普萊斯等人逮捕了馬卡洛夫與謝爾波德會合，並追問馬卡洛夫的計劃，沒多久機場卻發生爆炸，原來體育場是幌子，馬卡洛夫的本來的真正目的就是機場，而馬卡洛夫沒預料到幽靈沒去機場，幽靈因此逃過死劫。怒不可遏的索普原本想殺了馬卡洛夫，卻被一旁的普萊斯制止。
四年後的11月，俄羅斯私人軍事公司科尼組織的特工突襲了卡斯托維亞的監獄將馬卡洛夫救出，馬卡洛夫逃出後將之前質疑他計劃的部下伊凡處決，而將安德烈.諾蘭升格為隊長（實際上是諾蘭將伊凡槍殺）。幾小時後，科尼集團的人襲擊了烏茲克斯坦的一個由法菈·卡里姆所控制的港口，科尼集團的人將原本美方要留給法菈的飛彈搶走，在影子連的指揮官菲利普.格雷夫的指引下法菈順利將追蹤器設置在飛彈上。
得知馬卡洛夫逃脫後，中央情報局高級探員凱特·萊斯威派遣普萊斯帶領141特遣隊前往一個廢棄的核電站，以防止科尼組織獲取在羅曼·巴科夫將軍死亡前留下的核材料。然而，他們發現該工廠實際上儲存的是巴科夫隱藏的化學武器。但是普萊斯來不及阻止科尼組織將化學武器搶走，而科尼組織也啟動少部分的化學武器企圖毒死普萊斯，普萊斯雖然獲救但差點喪命。
為了確定馬卡洛夫的計劃，普萊斯與法菈會面，並追尋法菈設置的追蹤器前往廢棄的導彈基地，儘管普萊斯與法菈成功阻止飛彈發射，而另一邊的幽靈等人卻來不及阻止兩枚飛彈發射。另一方面，萊斯威在尼古萊（暱稱：尼克）的幫助下潛入阿克洛夫軍事基地，並會見了線人兼指揮官尤里·沃爾科夫上校，後者提供了一個包含巴科夫生產的化學武器信息的隨身碟。沒多久萊斯威收到普萊斯的緊急通知，因為裝有化學武器的導彈往她那裡去，尤里與萊斯威分道揚鑣後立即前往頂樓搭上前來接應的尼克的直升機順利逃離。與此同時，馬卡洛夫在前往卡斯托維亞的一架客機上脅持了一名法菈的前部下，並在她身上安裝了一個背心炸彈，然後將其引爆摧毀了該架飛機。為了防止東西方之間的緊張局勢升級，法菈和新任副手亞歷克.凱勒前往墜毀現場搜尋證據，卻發現科尼組織的人在現場，得知馬卡洛夫打算嫁禍給法菈等人，隨後兩人將對烏茲克斯坦解放軍不利的證據全部刪除並將現場的科尼組織人員殺光，讓馬卡洛夫的計劃泡湯。
在襲擊事件後，普萊斯等人與萊斯威、尼克會合，觀看了機場的監視畫面，眾人猜測馬卡洛夫想引起東西方大戰，此時的普萊斯講出四年前的事情也後悔當初不應該阻止索普。而謝爾波德將軍與格雷夫在此時聯繫普萊斯等人，謝爾波德為了挽回名聲與追捕馬卡羅夫於是給一個關於馬卡洛夫的資金來源。儘管萊斯威與小隊的勸說，普萊斯不情願接受了格雷夫和謝爾波德的幫助，派遣索普和幽靈找到了馬卡洛夫的資助者米蓮娜·羅曼諾娃並對其進行審問。普萊斯和凱爾“加斯”蓋瑞克利用羅曼諾娃的信息前往聖彼得堡逮捕安德烈·諾蘭，得知一個前往西伯利亞前蘇聯監獄的車隊。普萊斯等人與法菈合作前往西伯利亞攔截時發現車隊裝著被馬卡洛夫抓住的謝爾波德，怒不可遏的眾人並給了他一個最後通牒——提供馬卡洛夫所有情報，然後在美國國會為去年的事情作證，並證明法菈等人的清白，否則就將謝爾波德留在西伯利亞凍死。謝爾波德同意請求並透露馬卡洛夫計劃摧毀佛丹斯科的戈拉大壩，企圖摧毀整座城市。
當索普和幽靈帶領特遣隊阻止科尼組織摧毀戈拉大壩時，法拉、亞歷克、普萊斯和加斯帶領一支攻擊隊襲擊科尼組織在烏茲克斯坦的一個基地，而格雷夫在空中支援。在解決這兩個問題後，謝爾波德和格雷夫返回美國並在國會因去年發生的事情作證，但雙方都為了自保而互咬對方。與此同時，萊斯威緊急通知普萊斯，透露馬卡洛夫即將在倫敦進行恐怖襲擊。跟蹤一名科尼聯絡人後，該小組發現馬卡洛夫收到了可以控制英國列車網絡的隨身碟，並打算摧毀英法海底隧道。在反恐單位的支援下，普萊斯和幽靈各自帶隊去解救人質並阻止馬卡洛夫。他和索普在隧道內找到一個炸彈並試圖拆除但卻遭到馬卡洛夫的伏擊，在普萊斯即將要被馬卡洛夫槍決時，索普即時制止但卻被馬卡洛夫殺害。這時幽靈和加斯帶著增援即時趕到將馬卡洛夫趕跑，然後幫助普萊斯順利拆除炸彈。之後，普萊斯、加斯和幽靈將索普的骨灰撒落在蘇格蘭的懸崖，紀念這名英勇奮戰的戰友。
最後，普萊斯在萊斯威的幫助下潛入了謝爾波德的辦公室暗殺他。

## 外部連結
- 官方网站（繁體中文）
- 官方网站（简体中文）